# De vreemde stem
De vreemde stem is een hoorspel van Marie Luise Kaschnitz. Die fremde Stimme werd op 17 september 1952 door de RIAS (Rundfunk im amerikanischen Sektor Berlins) uitgezonden. Bernard Verhoeven vertaalde het en de KRO zond het uit op een tot dusver onbekende datum. De regisseur was Willem Tollenaar. Het hoorspel duurde 56 minuten.

## Rolbezetting
- Annemarie van Ees (Maria)
- Frans Somers (de vader)
- Nel Snel (de moeder)
- Johan Wolder (Fritz)
- André van den Heuvel (een student)
- Alex Faassen jr. (de soldaat)
- Kees Coolen (de man)
- Hans Veerman (de conducteur)

## Inhoud
De ik-figuur/vertelster bericht bij het begin over een lokkende vreemde stem, waarin ze het raadselachtige vreemde geslacht leert kennen. Het kind hoort de roep voor het eerst in de stem van de vader en in die van een speelmakker uit het naburige huis. Voor het jonge meisje is de "vreemde" stem die van een student in de bus die haar dagelijks naar de handelsschool brengt, en dan die van een soldaat aan het einde van de oorlog, aan wie ze zich voor het eerst helemaal geeft. Ten slotte ontmoet haar de stem van een rijpe man die zijn en haar toekomst kent. Hij spreekt over zijn groeiende levensonlust en over haar levensvreugde, die hij zal vernietigen opdat voor haar de wereld even donker en zinloos zou worden als voor hemzelf. Op Maria's hoopvolle opmerking dat ze dan alleen nog maar "mens" zullen zijn, zegt de man dat hij haar daarvoor niet dankbaar zal zijn. Deze man trouwt met haar en op het einde hoort men Maria haar dochtertje roepen, die ook Maria heet en wier vader de soldaat is. Het kind leert echter net voor het eerst "de vreemde stem" kennen.